# Herz Jesu (Atzendorf)

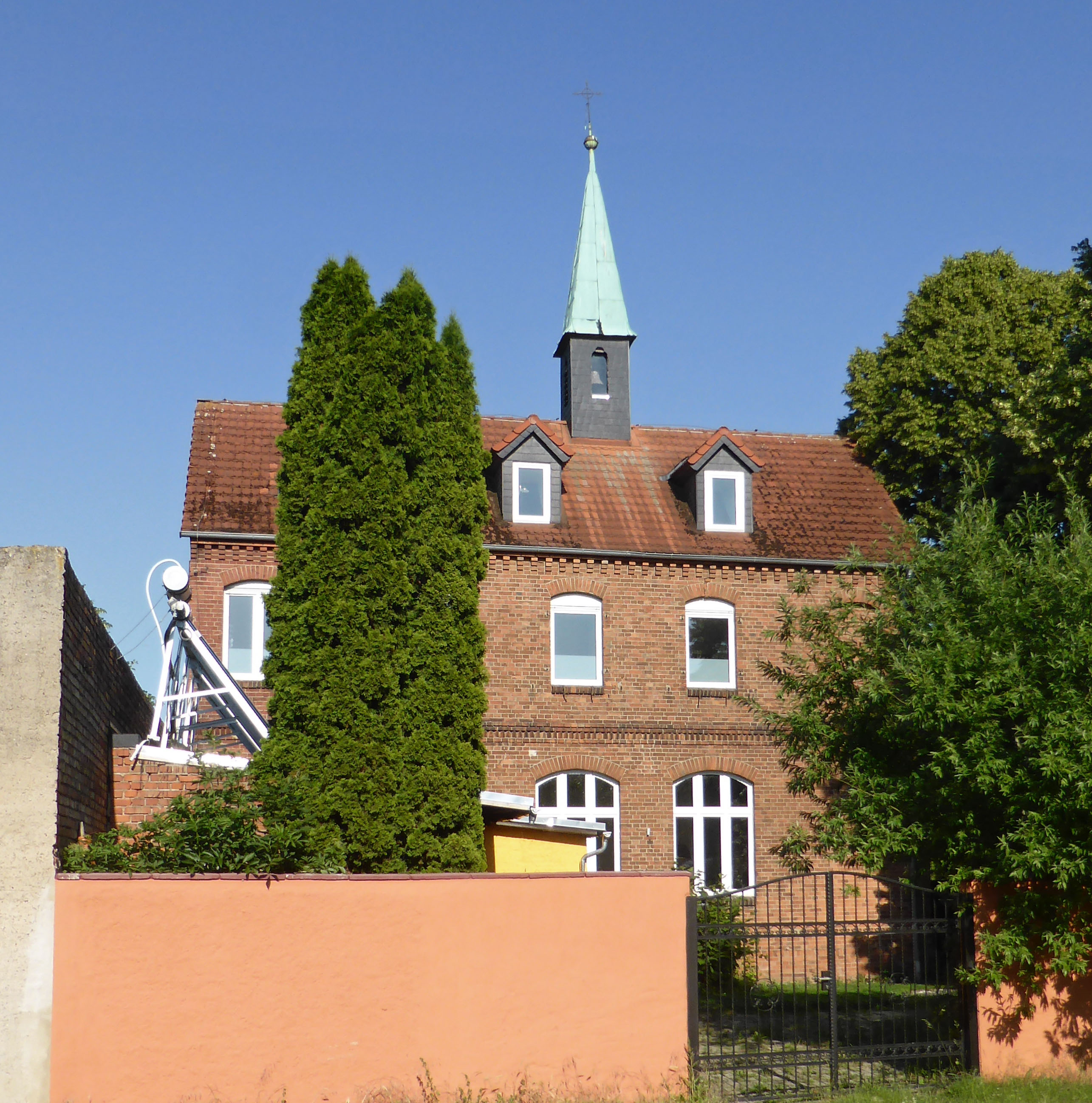
Ehemalige Herz-Jesu-Kirche, Blick auf das Pfarr- und Schulhaus (2021)

Die Kirche Herz Jesu war die katholische Kirche in Atzendorf, einem Ortsteil der Stadt Staßfurt im Salzlandkreis in Sachsen-Anhalt. Das Gebäude hat die Adresse Bornscher Weg 6 und ist im Denkmalverzeichnis des Landes Sachsen-Anhalt unter der Erfassungsnummer 094 98360 als Baudenkmal verzeichnet.

## Geschichte
Nach der Reformation im 16. Jahrhundert siedelten sich erst wieder im 19. Jahrhundert Katholiken in größerer Zahl in Atzendorf an. Sie kamen aus dem Eichsfeld und den Ostgebieten des Deutschen Reiches und fanden Arbeit in der Zuckerfabrik und in der Landwirtschaft. 1868 wurden bereits 111 Katholiken in Atzendorf gezählt, Atzendorf gehörte damals zur Missionspfarrei Staßfurt. Seit etwa 1874 fanden in Atzendorf wieder katholische Gottesdienste statt, dafür wurde der Dachboden eines Wohnhauses genutzt. Dort wurde 1881 auch eine katholische Schule gegründet.
1901 wurde mit Unterstützung des Bonifatiuswerkes die Herz-Jesu-Kirche errichtet, am 20. Oktober 1901 erfolgte ihre Weihe. Damals wohnten rund 400 Katholiken in Atzendorf und Umgebung, und 64 Kinder gingen in die katholische Schule. Das Pfarr- und Schulhaus steht an der Straße, an seiner Rückseite ist die geostete Kirche angebaut. Auf dem Dach des Pfarr- und Schulhauses befindet sich ein kreuzbekrönter Dachreiter mit einer Glocke. In dieser Bauform entstanden gegen Anfang des 20. Jahrhunderts auch andere Kirchen, wie zum Beispiel St. Norbert (Calbe), Herz Jesu (Eilsleben), Herz Jesu (Gerbstedt), Herz Jesu (Hecklingen), St. Marien (Loburg), St. Josef (Löderburg), Heilig Kreuz (Sandersleben), St. Franziskus Xaverius (Unseburg), St. Paulus (Unterlüß) und Maria Hilfe der Christen (Wietze). Auch die Kirchen St. Elisabeth (Alsleben) und Herz Jesu (Osternienburg) entstanden in ähnlicher Form.
1902 wurde die Kirchengemeinde Atzendorf als Filialvikarie gegründet, und mit dem Priester Anton Thöne bekam Atzendorf einen Filialvikar. Zur Kirchengemeinde Atzendorf gehörten neben Atzendorf auch Üllnitz und Förderstedt, wo 1939 die Kirche St. Theresia vom Kinde Jesu erbaut wurde. Ex caritate wurde auch Glöthe vom Atzendorfer Geistlichen betreut. Nach dem Zweiten Weltkrieg ließen sich auch katholische Heimatvertriebene in Atzendorf nieder. Bis 1973 verfügte die Kirche über einen eigenen Pfarrer, danach wurde sie ex caritate vom Priester der St.-Josef-Kirche in Löderburg mitbetreut. Am 18. August 2001 feierte die Kirchengemeinde mit Bischof Leo Nowak noch das 100-jährige Weihejubiläum der Kirche.
Weil die Zahl der Gemeindemitglieder und Gottesdienstbesucher abgesunken war, fand am 18. März 2012 der letzte Gottesdienst und die Profanierung der Kirche statt, und bereits am 23. Juni 2012 wurde das Grundstück mit dem Kirchengebäude auf einer Auktion versteigert. Zuletzt gehörte die Kirche zur Pfarrei St. Marien Staßfurt-Egeln, im Dekanat Egeln des Bistums Magdeburg.
Seit 2016 wird der Gebäudekomplex vom Transportunternehmen MKD-Kurier GmbH aus Düren als Filiale genutzt.
Die nächstgelegene katholische Kirche ist heute die St.-Johannes-Baptist-Kirche in Wolmirsleben in rund acht Kilometer Entfernung.